# Mongólia nos Jogos Olímpicos de Verão de 1988
A Mongólia participou dos Jogos Olímpicos de Verão de 1988 em Seul, na Coreia do Sul. Um atleta conquistou uma medalha, com Nergüin Enkhbat no boxe. Foi a sexta participação do país em Jogos Olímpicos de Verão.